# Life Extension Foundation
Life Extension Foundation (LEF) – amerykańska fundacja badawcza non-profit w Fort Lauderdale na Florydzie, założona przez Saula Kenta i Williama Faloona w 1980. Jej podstawowym zadaniem jest ufundowanie badań i rozpowszechnianie informacji na temat przedłużania życia, medycyny prewencyjnej, optymalnego zdrowia i zapobiegania starzeniu się, z naciskiem na suplementy hormonalne i odżywki.

## Działalność
LEF wydaje miesięcznik Life Extension omawiający badania nad rolą suplementów diety. Część dochodu pochodzi ze sprzedaży witamin i suplementów oraz ze składek członkowskich. W składkę członkowską wliczona jest prenumerata miesięcznika. Fundusze przeznaczone są na niezależne badania i odkrywanie nowych terapii spowalniających lub odwracających starzenie. Fundacja Life Extension wspomagała także badania nad krioniką. LEF uważa się również za doradcę konsumenta, promując powszechny dostęp do produktów zdrowotnych i informacji.